# Остро-Пластиково
Остро-Пластиково — село в Чучковском районе Рязанской области России, административный центр Остро-Пластиковского сельского поселения.

## Географическое положение
Село расположено в 9 км на юго-запад от райцентра посёлка Чучково.

## История
В качестве села Шацкого уезда «Вострое Пластиково» упоминается в окладных книгах 1676 года, где в том селе показано две церкви: церковь Пречистой Богородицы честного и славного Ее Рождества, в приделе Петра митрополита, другая церковь Архистратига Божия Михаила, в приделе Рождества Иоанна Предтечи, да Николая Чудотворца. В приходе 3 двора боярских, 113 дворов крестьянских, 13 дворов вдовьих, и всего 133 двора. В народе Острое Пластиково известно более под именем «Большого Пластикова», названного так в отличие от другого села Малого или Старого Пластикова. Под 1734 годом в селе Остром Пластикове значится то же число приходских дворов, какое показано и в XVII столетии, к концу XVIII столетия число их возросло до 230, в коих числилось 790 душ муж. пола. К концу того же столетия должно быть отнесено и построение в селе Остром Пластикове существующей каменной церкви в честь Рождества Пресвятыя Богородицы с приделами во имя Петра, митрополита Московского и муч. Иоанна воина. Устрой каменной ограды вокруг церкви относится к новейшему времени. В 1816 году в селе Остром Пластикове, по просьбе управляющего имением помещика Кологривова, отведено было новое место для кладбища – вдали от церкви и от селения. Школа существовала с 1862 года, выстроенная на средства местного священника, который в ней и состоял до 1875 года наставником.
В XIX — начале XX века село являлось центром Остро-Пластиковской волости Сапожковского уезда Рязанской губернии. В 1906 году в селе было 225 дворов.
С 1929 года село являлось центром Остро-Пластиковского сельсовета Чучковского района Рязанского округа Московской области, с 1937 года — в составе Рязанской области, с 2005 года — центр Остро-Пластиковского сельского поселения.
До 2011 года в селе действовала Остро-Пластиковская основная общеобразовательная школа.

## Население
| 1859 | 1897  | 1906  | 1981 | 2010 |
| ---- | ----- | ----- | ---- | ---- |
| 1112 | ↗1378 | ↗1563 | ↘320 | ↘309 |

## Инфраструктура
В селе имеются фельдшерско-акушерский пункт, отделение почтовой связи.

## Достопримечательности
В селе расположена недействующая церковь Рождества Пресвятой Богородицы (кон. XVIII в.).